# Sex Bomb
Singles de Tom Jones et Mousse T.
Mama Told Me Not to Come
(2000) You Need Love Like I Do
(2000)
Singles par
Sex Bomb est une chanson du chanteur gallois Tom Jones en collaboration avec le disc jockey allemand Mousse T. publié le 10 février 2000 sous le label V2 et Sony Music. La chanson est écrite par Mousse T. et Errol Rennalls et produite par Mousse T.
Extrait de l'album Reload, le single rencontre un grand succès, atteignant la première place en France et en Suisse. Sex Bomb figure alors parmi les trois premières places dans les classements au Royaume-Uni, en Autriche, Wallonie, Allemagne et Italie. La version club du single contient le sample du titre All American Girls de Sister Sledge. Une version jazz existe également, intitulée « swing mix » dans l'album solo de Mousse T. Gourmet De Funk.

## Formats et liste des pistes
CD single 1 -  Royaume-Uni
1. Sex Bomb (Peppermint Disco radio mix) — 3:55
2. Sex Bomb (Sounds of Life half vocal mix) — 6:40
3. Sex Bomb (Strike Boys mix) — 5:33
4. Sex Bomb (album version) — 3:30

CD single 2 -  Royaume-Uni
1. Sex Bomb (Peppermint Disco radio mix) — 3:55
2. Sex Bomb (Agent Sumo's freestyle mix)
3. Sex Bomb (Peppermint Disco dub mix)
4. Sex Bomb (video)

CD maxi - Europe
1. Sex Bomb (album version) — 3:34
2. Sex Bomb (Peppermint Disco radio mix) — 3:57
3. Sex Bomb (Peppermint Disco mix) — 6:28
4. Sex Bomb (Strike Boys mix) — 5:35
5. Sex Bomb (Sounds of Life half vocal mix) — 6:39

CD maxi -  Australie
1. Sex Bomb (album version) — 3:32
2. Sex Bomb (Peppermint Disco radio mix) — 3:55
3. Sex Bomb (Peppermint Disco mix) — 6:26
4. Sex Bomb (Sounds of Life half vocal mix) — 6:39
5. Sex Bomb (Sounds of Life bub mix) — 5:53
6. Sex Bomb (Mousse T's big beat) — 4:07
7. Sex Bomb (Strike Boys mix) — 5:32

## Crédits et personnels
- Écrit et composé par Mousse T. & Errol Rennalls
- Publié par Mergmusic/Rondor
- Produit par Mousse T. pour Peppermint Jam Productions
- Album version : taken from the Tom Jones album Reload
- Peppermint Disco radio mix & Peppermint disco mix : remix and additional production by Mousse T. & Royal Garden for Peppermint Jam Productions
- Sounds of Life half vocal mix & Sounds of life bub mix : Remix & additional production by Sounds of Life for Time Tools
- Mousse T's big beat : Remix and additional production by Mousse T.
- Strike Boys mix : remixé par the Strike Boys at the Nightclub Neremberg
- Marc Geddes

## Classements et certifications
| Classement (2000)                        | Meilleure position |
| ---------------------------------------- | ------------------ |
| Australie (ARIA)                         | 35                 |
| Autriche (Ö3 Austria Top 40)             | 3                  |
| Belgique (Flandre Ultratop 50 Singles)   | 11                 |
| Belgique (Wallonie Ultratop 50 Singles)  | 2                  |
| Pays-Bas (Dutch Top 40)                  | 10                 |
| Finlande (Suomen virallinen lista)       | 5                  |
| France (SNEP)                            | 1                  |
| Allemagne Classement single              | 3                  |
| Irlande (IRMA) Classement single         | 7                  |
| Italie (FIMI)                            | 2                  |
| Norvège (VG-lista)                       | 18                 |
| Suède (Sverigetopplistan)                | 9                  |
| Suisse (Schweizer Hitparade)             | 1                  |
| Royaume-Uni Classement single            | 3                  |
| Classement (2004)                        | Meilleure position |
| États-Unis Billboard Hot Dance Club Play | 11                 |

| Classement (2000)                 | Position |
| --------------------------------- | -------- |
| Autriche Classement single        | 33       |
| Belgique (Flandre) Singles Chart  | 78       |
| Belgique (Wallonie) Singles Chart | 16       |
| Pays-Bas Top 40                   | 36       |
| France Classement single          | 10       |
| Suisse Classement single          | 10       |

| Pays      | Certification | Date            | Ventes certifiées |
| --------- | ------------- | --------------- | ----------------- |
| Autriche  | Or            | 4 avril 2000    | 15,000            |
| France    | Or            | 15 mars 2000    | 250,000           |
| Allemagne | Or            | 2000            | 250,000           |
| Suède     | Or            | 24 février 2000 | 10,000            |
| Suisse    | Or            | 2000            | 25,000            |